# Bougainville
Bougainville là đảo chính của Khu tự trị Bougainville tại Papua New Guinea. Khu vực này cũng được biết đến với tên gọi tỉnh Bougainville hay Bắc Solomon. Dân số của khu tự trị là 175.160 (2000), trong đó bao gồm cả đảo Buka và các đảo xa xôi như Carteret. Mặc dù đảo Bougainville về mặt địa lý là một bộ phận của quần đảo Solomon, song đảo không thuộc nước Quần đảo Solomon.

## Lịch sử
Những con người đầu tiên đã định cư tại Bougainville từ khoảng 28.000 năm trước từ đảo New Ireland. Ba đến bốn nghìn năm trước, người Nam Đảo đã đến, họ đã mang đến các giống lợn, gà, chó đã được thuần hóa và các công cụ lao động. Người châu Âu đầu tiên tiếp xúc với Bougainville là vào năm 1768, khi nhà thám hiểm người Pháp Louis de Bougainville đến, và hòn đảo chính đã được đặt theo tên ông ta. Đế quốc Đức đã tuyên bố chủ quyền với Bougainville vào năm 1899, sáp nhập đảo vào New Guinea thuộc Đức. Ki-tô giáo đã truyền đến đảo vào năm 1902.
Trong Chiến tranh thế giới lần thứ 1, Úc đã xâm chiếm New Guinea thuộc Đức, bao gồm cả Bougainville, và sau đó quản lý lãnh thổ này với vị thế được Hội Quốc Liên ủy trị.
Năm 1942, trong Chiến tranh thế giới lần thứ hai, Nhật Bản đã xâm chiếm đảo, song nó đã lại về tay người Úc vào năm 1946. Bougainville trở thành một bộ phận của nước Papua New Guinea độc lập vào năm 1975.
Tuy vậy, sau đó một cuộc nổi chiến đã nổ ra, và Bougainville đã hai lần tuyên bố độc lập, một lần vào năm 1975 và một lần vào năm 1990. Một cuộc đàm phán hòa bình do New Zealand làm trung gian đã bắt đầu vào năm 1997, dẫn đến một chế độ tự trị cho hòn đảo.

## Địa lý
Bougainville là đảo lớn nhất của quần đảo Solomon. Đảo thuộc vùng sinh thái rừng mưa nhiệt đới quần đảo Solomon. Bougainville và hòn đảo Buka lân cận là một lục địa bị tách biệt với nhau bởi một eo biển rộng 300 mét. Hòn đảo có diện tích 9000 km², và có một số núi lửa hoạt động, ngủ hoặc không còn hoạt động cao tới 2400m. Núi Bagana ở phần bắc-trung của Bougainville vẫn còn hoạt động một cách rõ ràng, từ nhiều km cũng có thể nhìn thấy nó đáng phun khói. Động đất xảy ra thường xuyên, song chỉ gây thiệt hại nhỏ.

## Nhân khẩu
Phần lớn cư dân trên đảo Bougainville là tín hữu Ki-tô giáo, ước tính 70% lá theo Công giáo Rôma và một thiểu số đáng kể theo là Hột Liên hiệp Ki-tô giáo Papua New Guinea từ năm 1975. Rất ít các cư dân phi bản địa còn ở lại do các cuộc nội chiến.

### Ngôn ngữ
Có một số ngôn ngữ bản địa được sử dụng tại tỉnh Bougainville. Chúng thuộc cả Ngữ hệ Nam Đảo và Nhõm ngôn ngữ Papua.
Ngôn ngữ Nam Đảo được sử dụng rộng rãi nhất là tiếng Halia cùng các phương ngữ của nó, được sử dụng trên đảo Buka và bán đảo Selau ở Bắc Bougainville. Các ngôn ngữ Nam Đảo khác gồm có Nehan, Petats, Solos, Saposa/Taiof, Hahon và Tinputz, tất cả được nói ở một phần tư phía bắc của Bougainville, Buka và các đảo xung quanh. Các ngôn ngữ này có quan hệ gần gũi. Banoni và Torau là các ngôn ngữ Nam Đảo không có quan hệ gần gũi với các ngôn ngữ đã kể ở trên, chúng được nói tại các vùng ven biển ở trung và nam Bougainville. Tại các đảo san hô vòng lân cận như quần đảo Mortlock, có một ngôn ngữ Polynesia.
Nhóm ngôn ngữ Papuan bị giới hạn tại đảo chính Bougainville. Các ngôn ngữ thuộc nhóm này bao gồm tiếng Rotokas, một ngôn ngữ với một vốn âm vị rất nhỏ, Eivo, Telei (Buin), Keriaka, Nasioi (Kieta), Nagovisi, Korokoro Motuna (Siwai), Baitsi (đôi khi được coi là một phương ngữ của tiếng Korokoro Motuna) Uisai (đôi khi được coi là một phương ngữ của tiếng Telei) và các ngôn ngữ khác. Chúng tạo thành các nhõm ngôn ngữ Bắc Bougainville và Nam Bougainville.
Không một ngôn ngữ nào được trên 20% dân cư nói, và các ngôn ngữ lớn là Nasioi, Korokoro Motuna, Telei, và Halia lại được phân thành các phương ngữ và không phải là luôn có thể hiểu lẫn nhau. Để trao đổi, hầu hết người Bougainville sử dụng Tok Pisin như một ngôn ngữ chung, và ít nhất tại khu vực ven biển, Tok Pisin thường được dạy cho trẻ em trong một môi trường song ngữ. Tiếng Anh và Tok Pisin là các ngôn ngữ thương mại và hành chính chính thức.